# Ranxeria

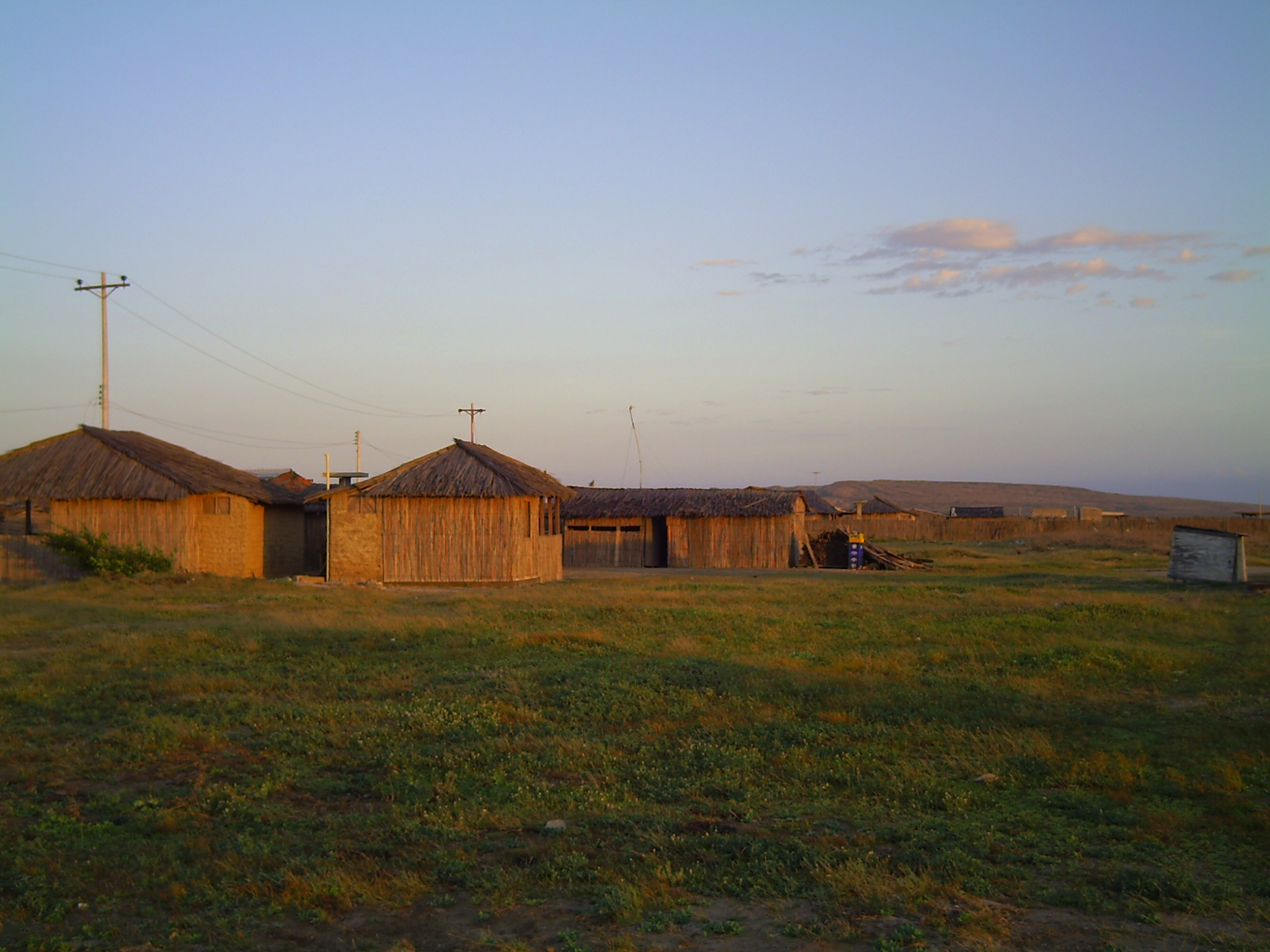
Una ranxeria wayuu a la península de La Guajira, Colòmbia.

Una ranxeria (del castellà ranchería o rancherío) és un petit assentament rural que a Amèrica s'aplica a viles dels indígenes i a les residències dels treballadors d'un ranxo. L'anglès adoptà el terme amb ambdós significats generalment per a designar l'àrea residencial d'un ranxo al sud-oest dels Estats Units, habitat per ranxers aborígens i les seves famílies. El terme encara s'utilitza en altres parts d'Amèrica del Sud, per exemple, les tribus wayuu al nord de Colòmbia anomenen als seus pobles ranxeries.
L'Enciclopèdia Columbia la descriu com:
Un tipus d'assentament comunal antiga característica dels yaqui de Sonora, tepehuanes de Durango Mèxic, i de diversos petits grups de nadius americans del sud-oest dels Estats Units, especialment a Califòrnia. Aquests grups d'habitatges van ser menys permanents que els pueblos, però més que els campaments dels nadius migratoris.
El terme es pot aplicar als assentaments dels amerindis de les missions espanyoles de Califòrnia, com Maugna dels tongva.

## Història
A Califòrnia el terme es refereix a un total de 59 assentaments indígenes establerts pel Govern federal dels Estats Units, 54 d'ells entre 1906 i 1934, per als supervivents de la població aborigen. Universitat Estatal de San Diego manté una referència titulada California Indians and Their Reservations: An Online Dictionary. Diu:
"El terme espanyol per a petits assentaments amerindis. Les ranxeries són una particular institució de Califòrnia. Una petita àrea de terreny es va destinar al voltant d'un assentament indígena per a crear una ranxeria. Algunes ranxeries es desenvoluparen a partir de petites comunitats d'indis formades als afores dels assentaments nord-americans que fugien dels nord-americans o evitaven l'eliminació de les reserves. […] Amb l'aprovació de la Llei Pública 83-280 a mitjans de la dècada de 1950, que acabava la supervisió i el control federal sobre les tribus de Califòrnia, unes 40 ranxeries van perdre el dret a certs programes federals, i les seves terres ja no tenien la protecció de l'estat federal. El 1983 una demanda va donar lloc a la restauració de reconeixement federal a 17 ranxeries, amb altres a l'espera de la inversió de la seva terminació."
La paraula migrà cap al nord amb la febre de l'or de Califòrnia fins al canyó del Fraser en una forma adaptada, "rancherie". Sobreviu a la Colúmbia Britànica com una paraula arcaica però encara força usada a les àrees rurals i petites ciutats, així com entre les Primeres Nacions, significant l'àrea residencial de la reserva índia. Això significa sobretot l'àrea residencial històrica en oposició a noves subdivisions. Es va ampliar per referir-se a altres comunitats residencials no blanques, com la ranxeria Kanaka a Vancouver, Colúmbia Britànica, que era el barri dels residents kanaka (Hawaià). En una forma encara més truncada, the Ranche, fou usada per a referir-se a la porció tlingit de Sitka (Alaska).